# Pommeau

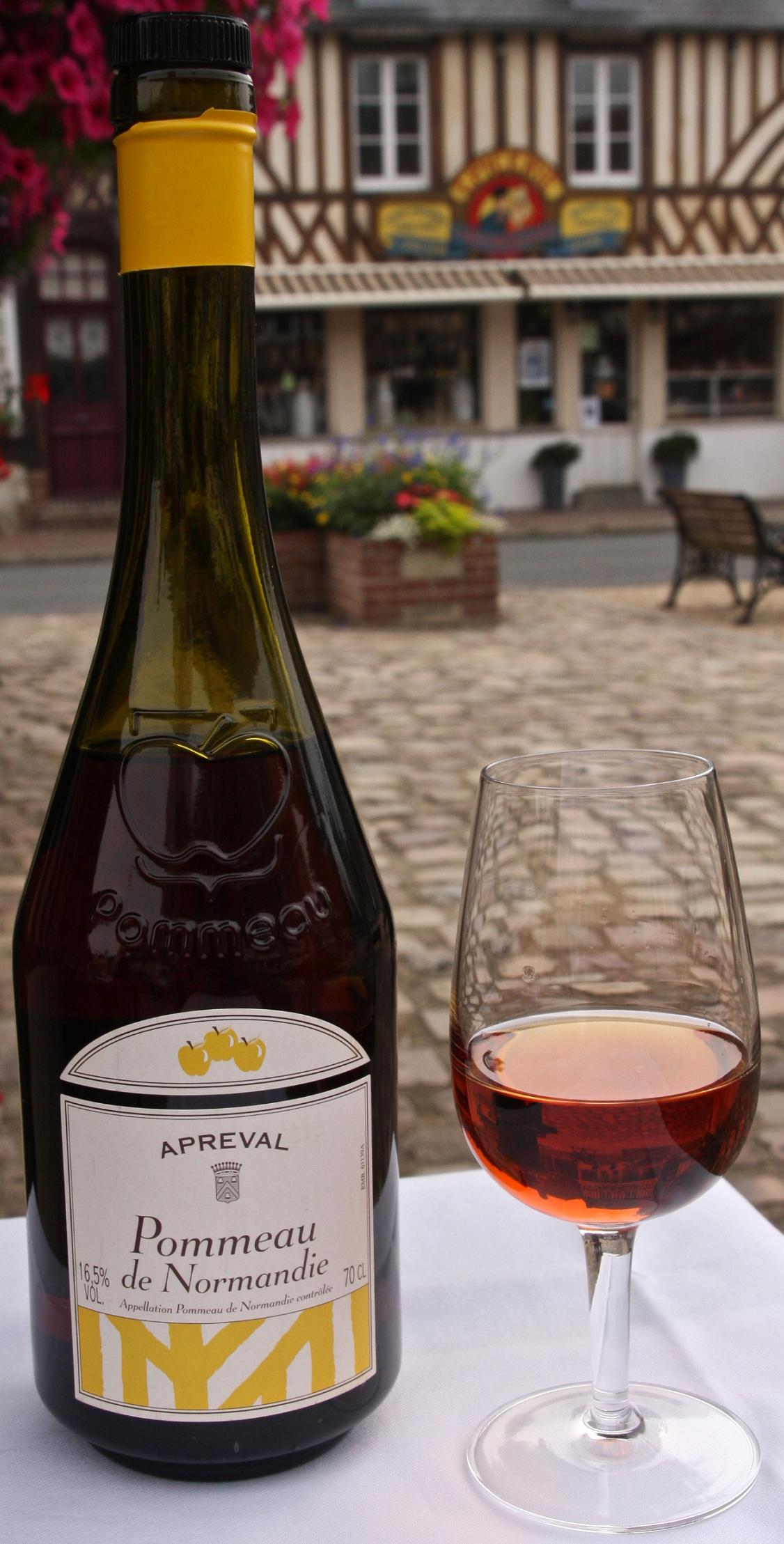
Normandisk pommeau

Pommeau är en blandning av calvados och äppelmust som tillverkas i norra Frankrike.

## Framställning
Ett år gammal calvados blandas med äppelmust (ojäst äppelcider) och proportionerna bestäms så att alkoholnivån blir 17 volymprocent. Blandningen rörs sakta om och lagras efter det på ekfat för att få sin speciella smak och sin gyllene mahognyfärg (färgen kan vara något grumlig vid lagring under 8 ºC, något som inte påverkar smaken). Tillverkningssättet påminner om pineau de charentes från Cognac eller om ratafia från Champagne. I båda fallen hälls starksprit över druvjuice för att avstanna jäsningen.
Pommeauproduktionen kontrolleras av två appellationer som omfattar framställning i Bretagne och Normandie: Pommeau de Bretagne och Pommeau de Normandie. Pommeau fick sin egen AOC 1991.

## Smak
Pommeau har en smakrikedom av vanilj, karamelliserade äpplen, plommon och torkade frukter.